# معركة الكفرة (1931)
معركة الكُفرة حدثت في يناير 1931 بعدما أمضى الايطاليون ستة أشهر وهم يعدون جيشاً قوياً من أجل الزحف على مناطق الكفرة.

## الاستعداد والمعركة
بعد اتمام تجهيز القوات الإيطالية، عمد قائدها إلى اطلاقها من عدة أماكن فقد انطلقت القوة الرئيسية من أجدابيا في 20 ديسمبر 1930. عبر أوجلة ـ جالو، والقوة الثانية انطلقة من زلة عبر تازربو بينما انطلقت قوة ثالثة مساندة من الوادي الكبير بلغ إجمالي هذه القوات الزاحفة صوب الكفرة أكثر من أربعة آلاف جندي وكانت قافلة الإبل وحدها تضم 5,517 رأسا من الجمال عدا السيارات والآليات.
كانت أولى المعارك في هذه الحملة معركة الهواري التي جرت يوم 19 يناير 1931، حيث تصدى فيها المجاهدون لقوات تفوقهم عدداً وعدة. بعدها أمر رودولفو غراتسياني باستخدام الطيران على أوسع نطاق ممكن، فلم يكن في مقدور الليبيين التصدي لمثل هذه القوة فانسحبوا إلى واحة الهويويري وواصلوا قتالهم ضد القوات الايطالية. وفي النهاية توفي نحو مئة مجاهد من قبيلة زوية كما تم إعدام أربعة عشر جريحًا، وأسر 250 شخص من بينهم نساء وأطفال، في المقابل قتل ضابطان إيطاليان وعدد من الجنود وجرح ستة عشر آخرين.